# Harvey (Illinois)
Harvey is een plaats (city) in de Amerikaanse staat Illinois, en valt bestuurlijk gezien onder Cook County.

## Demografie
Bij de volkstelling in 2000 werd het aantal inwoners vastgesteld op 30.000. In 2006 is het aantal inwoners door het United States Census Bureau geschat op 28.501, een daling van 1499 (-5,0%).

## Geografie
Volgens het United States Census Bureau beslaat de plaats een oppervlakte van 16,0 km², geheel bestaande uit land. Harvey ligt op ongeveer 184 m boven zeeniveau.

## Plaatsen in de nabije omgeving
De onderstaande figuur toont nabijgelegen plaatsen in een straal van 4 km rond Harvey.

## Geboren in Harvey
- Bill Hayes (1925-2024), zanger en acteur
- Nelsan Ellis (1977-2017), acteur en filmproducent
- Keke Palmer (1993), actrice